# 迪诺泽
迪诺泽（法語：Dinozé，法語發音：[dinoze] ⓘ）是法国大東部大區孚日省的一个市镇，位于省会埃皮纳勒市区以东，属于埃皮纳勒区和埃皮纳勒城市圈公共社区。

## 地理
迪诺泽（48°8'25"N, 6°28'35"E）面积2.89 平方千米，位于法国大東部大區孚日省，该省份为法国东北部内陆省份，北起默兹省和默尔特-摩泽尔省，西接上马恩省，南至上索恩省和贝尔福地区省，东临上莱茵省和下莱茵省。
与迪诺泽接壤的市镇（或旧市镇、城区）包括：阿尔什、杜努、埃皮纳勒。
迪诺泽的时区为UTC+01:00、UTC+02:00（夏令时）。

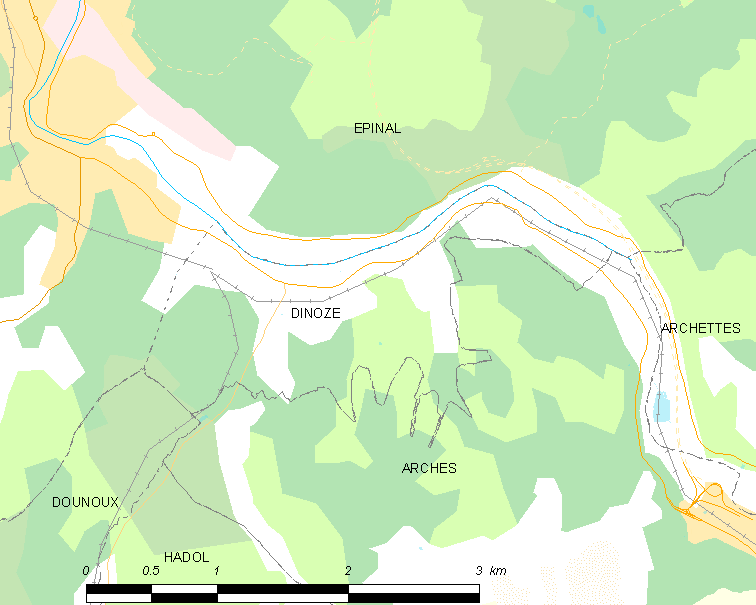
迪诺泽的OSM定位图

## 行政
迪诺泽的邮政编码为88000，INSEE市镇编码为88134。

## 政治
迪诺泽所属的省级选区为埃皮纳勒第一县。

## 人口

1962-2008年间迪诺泽人口变化图示

迪诺泽于2022年1月1日时的人口数量为652人。

## 人物
- 卡米耶·克兰茨（法语：Camille Krantz）（1848－1924），法国政治家，曾担任法国交通部长（法语：Liste des ministres français des Transports），出生于迪诺泽。